# بیگ راک (تگزاس)
بیگ راک (به انگلیسی: Big Rock) یک منطقهٔ مسکونی در ایالات متحده آمریکا است که در شهرستان هندرسون، تگزاس واقع شده‌است. بیگ راک ۱۴۶٫۰ متر بالاتر از سطح دریا قرار دارد.